# Campagna della Renania
La campagna della Renania si svolse tra il febbraio e il marzo del 1945 nell'ambito dei più vasti eventi del fronte occidentale della seconda guerra mondiale; la campagna fu l'atto di apertura dell'invasione alleata della Germania.
La campagna vide una serie di offensive in successione sferrate dalle forze degli Alleati occidentali ai danni delle residue difese tedesche asserragliate dietro le fortificazioni della Linea Sigfrido. La prima di queste offensive fu sferrata l'8 febbraio dalle forze del feldmaresciallo Bernard Law Montgomery nella Renania settentrionale: l'avanzata iniziale delle unità della First Canadian Army anglo-canadese nella ristretta regione tra la Mosa e il Reno (operazione Veritable) fu inizialmente efficacemente contrastata dai tedeschi, anche se l'attacco il 23 febbraio della Ninth United States Army statunitense lungo il fiume Roer più a sud (operazione Grenade) consentì di sbloccare la situazione.
Lo sforzo di contrastare Montgomery aveva esaurito le risorse dei tedeschi, e quando il 1º marzo fu la volta delle forze statunitensi di Omar Bradley di passare all'attacco nella Renania centrale il fronte si sgretolò: mentre la First United States Army statunitense catturava a sorpresa un ponte sul Reno a Remagen, la Third Army discese lungo la riva settentrionale della Mosella, piegò a sud e prese alle spalle le forze tedesche nel Palatinato, pressate sul fronte dalle forze franco-statunitensi del generale Jacob Devers. Entro il 24 marzo i tedeschi erano stati completamente ricacciati dalla riva occidentale del Reno, mentre gli Alleati si accingevano ad attraversare il fiume e sferrare il colpo finale alla Germania nazista.

## Antefatti

### L'avanzata fino ai confini della Germania

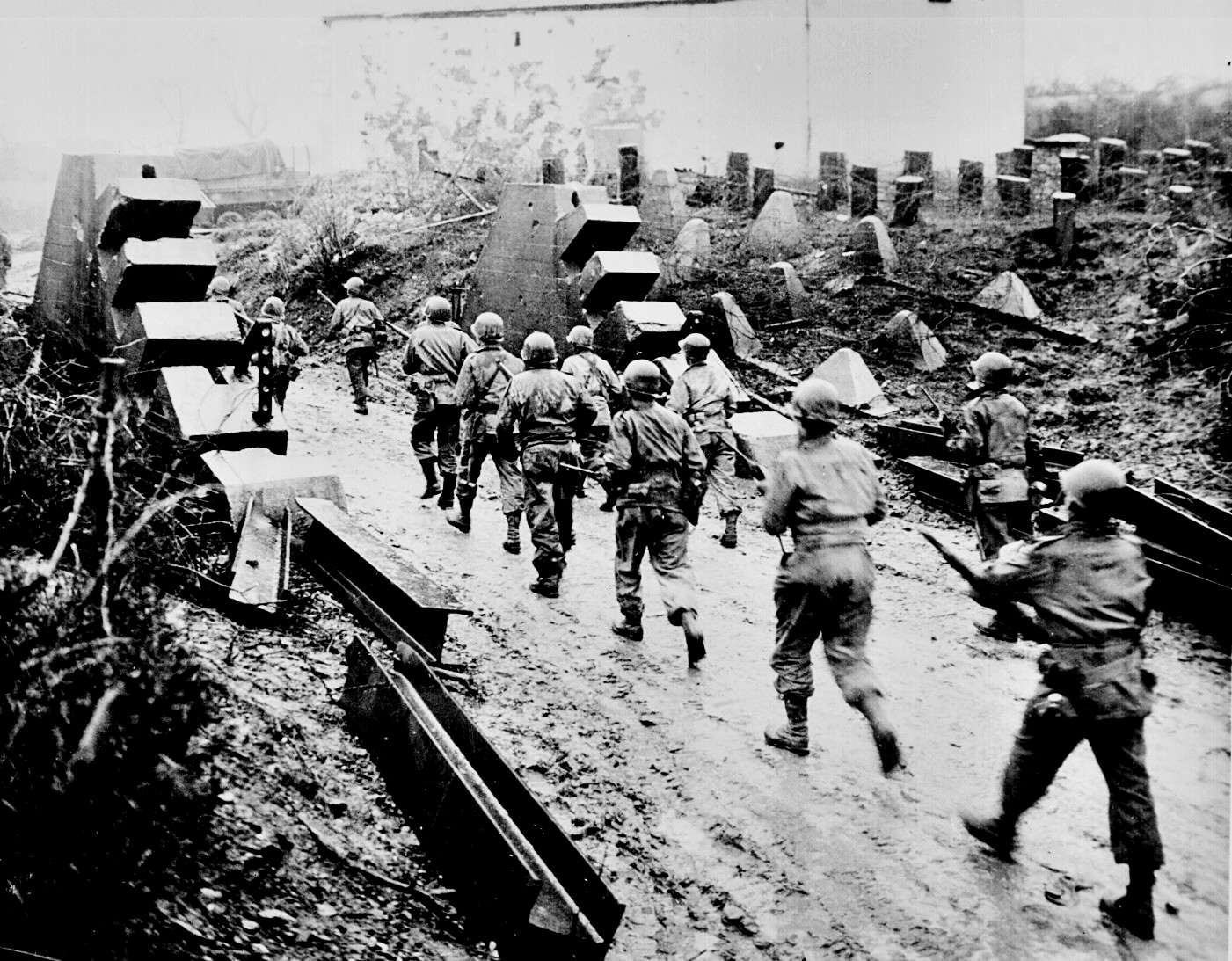
Truppe statunitensi attraversano gli sbarramenti avanzati nella Linea Sigfrido nel 1944

L'alto comando degli Alleati occidentali aveva iniziato a delineare i piani operativi per il superamento della frontiera tedesca e l'attraversamento del fiume Reno nel settembre 1944, quando i reparti anglo-statunitensi, dopo aver liberato Parigi e forzato la linea difensiva allestita dai tedeschi sulla Senna, stavano realizzando avanzate grandiose attraverso la Francia settentrionale e il Belgio. Vari comandanti operativi sul campo, come il britannico Bernard Law Montgomery e lo statunitense Omar Bradley, prediligevano per la continuazione della campagna la strategia del fronte ristretto, concentrando l'assalto in un unico settore del lungo fronte per ottenere uno sfondamento decisivo da cui dilagare nelle retrovie nemiche; piani preliminari stabiliti prima dell'avvio della campagna sul suolo francese andavano in tal senso, prevedendo due potenti attacchi in profondità dentro la Germania diretti l'uno a nord delle Ardenne in direzione della Ruhr e l'altro a sud delle Ardenne verso la Saar, le principali aree industriali della Germania occidentale e cuore dell'industria bellica tedesca.
Gli Alleati rimasero però vittime del loro stesso successo. Il completo collasso della resistenza tedesca aveva consentito agli anglo-statunitensi di avanzare in profondità, portando tuttavia di converso a un consumo di rifornimenti che si rivelò impossibile da sostenere: la catena logistica degli Alleati era troppo esile per alimentare adeguatamente tutte le armate in campo, visto che la maggior parte dei porti sulla costa settentrionale francese era stata distrutta dagli eventi bellici o era ancora occupata da ostinate guarnigioni tedesche. I comandanti alleati iniziarono a rivaleggiare per ottenere i pochi rifornimenti disponibili, e a rivendicare per sé il privilegio di ottenere lo sfondamento decisivo alla volta della Germania; il ritmo dell'inseguimento calò drasticamente, consentendo alla Wehrmacht tedesca di riorganizzarsi.
Alla fine di settembre il tentativo di Montgomery di ottenere uno sfondamento decisivo nei Paesi Bassi tramite un massiccio impiego di forze aviotrasportate (operazione Market Garden) fallì a un passo dal successo lungo il basso corso del Reno ad Arnhem, mentre l'avanzata delle forze di Bradley attraverso le Ardenne e la Lorena fu sanguinosamente arrestata dai tedeschi nel corso delle battaglie della Foresta di Hürtgen e di Metz tra ottobre e dicembre, con le truppe statunitensi rimaste invischiate in una defatigante guerra di logoramento in clima invernale lungo le difese fisse tedesche della Linea Sigfrido. Anche le forze franco-statunitensi del generale Jacob Devers, sbarcate nel sud della Francia in agosto e ricongiuntesi poi all'avanzata generale, segnarono il passo: infranta la resistenza nemica sui Vosgi, alla fine di novembre le unità di Devers raggiunsero il Reno a nord di Basilea e nella zona di Strasburgo, ma il terreno in mezzo a queste due punte avanzate (la sacca di Colmar) rimase in mano ai tedeschi.

### Il fronte ampio di Eisenhower

Carta del fronte occidentale al 15 dicembre 1944, alla vigilia dell'offensiva tedesca nelle Ardenne

I problemi dell'avanzata spinsero il generale Dwight Eisenhower, comandante supremo delle forze degli Alleati occidentali, ad abbandonare la strategia del fronte ristretto e a prediligere piuttosto la strategia del fronte ampio: i gruppi d'armate alleati sarebbero avanzati in maniera coordinata lungo l'intera estensione del fronte invece di cercare di aprire una breccia in un punto preciso; in particolare, nessun attraversamento del Reno sarebbe stato tentato fintantoché tutti i gruppi d'armate alleati non fossero stati in posizione lungo la sua riva occidentale. Una tale strategia rispondeva a esigenze di carattere militare (evitare che i tedeschi potessero concentrare le loro scarse risorse nel settore di sfondamento, vanificando l'apertura della breccia nel fronte) e logistico (garantire un migliore flusso di rifornimenti alle armate sul campo), ma anche e non secondariamente a esigenze di ordine politico, evitando di prediligere questo raggruppamento di forze rispetto a quest'altro, coinvolgendo nella stessa misura tutte le unità alleate nella lotta finale contro la Germania e mantenendo così intatto l'orgoglio delle singole nazioni; un tema, quello dell'orgoglio nazionale, che era ormai divenuto alquanto sensibile: alla fine del 1944 il Regno Unito doveva faticare per mantenere a pieno organico le sue armate a causa della sempre più grave carenza di risorse umane, mentre ogni mese nuove divisioni statunitensi sbarcavano in Francia spostando sempre di più a favore degli Stati Uniti il bilancio delle forze in campo.
Il piano di Eisenhower per la ripresa dell'avanzata previde una manovra su tre fasi: come prima cosa le forze di Montgomery avrebbero sgombrato dal nemico la Renania settentrionale partendo dalla testa di ponte di Nimega, una striscia di terra occupata dagli Alleati nei Paesi Bassi meridionali tra il Reno a nord e il Waal a sud, lascito dell'operazione Market-Garden; subito dopo, le forze di Bradley avrebbero conquistato la Renania meridionale mentre Devers si occupava di eliminare la sacca di Colmar e sgombrare il Palatinato; infine, Montgomery avrebbe lanciato un massiccio attraversamento del Reno nella zona a nord di Düsseldorf con l'obiettivo di dilagare nelle pianure della Germania settentrionale, mentre Bradley lanciava un attraversamento sul medio corso Reno per disperdere ulteriormente le forze tedesche e avanzare nella Germania centrale.
I piani alleati furono momentaneamente sconvolti quando, il 16 dicembre 1944, la Wehrmacht sferrò una massiccia offensiva contro il fronte di Bradley nel settore delle Ardenne: in un ultimo disperato azzardo di Hitler, le migliori forze corazzate rimaste ai tedeschi colsero di sorpresa gli statunitensi e scavarono un profondo saliente nel loro fronte, pur fallendo l'obiettivo ultimo di piegare a nord, superare la Mosa e tagliare fuori l'intero raggruppamento settentrionale delle forze alleate. La battaglia per l'eliminazione del saliente tedesco nelle Ardenne impegnò le forze statunitensi per un mese, e solo alla fine del gennaio 1945 la linea del fonte fu riportata alla situazione precedente l'attacco; contemporaneamente, un attacco tedesco ai primi di gennaio 1945 in Alsazia contro le forze di Devers (operazione Nordwind) non raggiunse alcun successo strategico. Le Ardenne e Nordwind furono il canto del cigno per le forze tedesche a occidente: il 12 gennaio 1945 l'Armata Rossa sovietica sferrò una grande offensiva in Polonia facendo crollare la linea tedesca, obbligando la Wehrmacht a trasferire precipitosamente le sue forze corazzate sul fronte orientale. Esaurite le ultime spallate dei tedeschi, gli Alleati poterono riprendere i loro piani per l'occupazione della Renania.

## Forze in campo

### Alleati

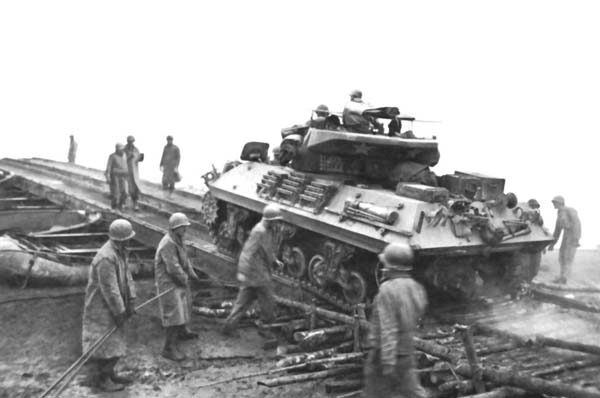
Un cacciacarri M10 Wolverine statunitense mentre viene traghettato attraverso il fiume Saar nel dicembre 1944

Verso la fine del gennaio 1945 il fronte occidentale correva lungo una linea continua a partire dal delta del Reno, della Mosa e della Schelda a nord fino al confine con la Svizzera a sud. La forza degli Alleati schierata più a nord era il 21st Army Group di Montgomery, composto da due armate: la First Canadian Army del generale Harry Crerar era posizionata nei Paesi Bassi meridionali, lungo le rive dei fiumi Mosa e Waal e nella testa di ponte di Nimega, mentre la Second Army britannica del generale Miles Dempsey teneva il fronte più a sud sempre lungo l'argine della Mosa, parallelo al confine meridionale tra Paesi Bassi e Germania. Il gruppo d'armate di Montgomery era la formazione alleata più vicina alla regione industriale della Ruhr, il primo degli obiettivi strategici degli Alleati, e per quanto Eisenhower insistesse con la strategia del fronte ampio questa situazione attribuiva al 21st Army Group un ruolo di primo piano nell'avanzata, ruolo che Montgomery era più che intenzionato a difendere per questioni di prestigio nazionale britannico.
La debolezza delle formazioni britanniche, ormai al limite delle risorse umane disponibili, obbligava però Montgomery a richiedere il rinforzo delle truppe statunitensi per condurre le sue ambiziose operazioni offensive: un fattore che limitava il suo "potere contrattuale" nei confronti di Eisenhower, e lo obbligava a temperare le sue richieste. Durante l'offensiva delle Ardenne, per semplificare il sistema di comando, le truppe statunitensi rimaste a nord del saliente tedesco erano passate sotto il comando di Montgomery mentre Bradley aveva conservato il comando delle sole unità a sud del saliente; il britannico avrebbe voluto che questa situazione divenisse permanente, richiesta che inevitabilmente scatenò le ire di Bradley e dei suoi subordinati. Alla fine, come compromesso, Eisenhower acconsentì a lasciare sotto il comando di Montgomery la Ninth United States Army del generale William Simpson, la più settentrionale delle formazioni di Bradley e schierata tra la Mosa e Aquisgrana a sud dell'armata britannica di Dempsey; questa situazione sarebbe perdurata fintantoché il 21st Army Group non avesse completato l'attraversamento del Reno, azione al termine della quale l'armata di Simpson sarebbe tornata sotto il controllo di Bradley.

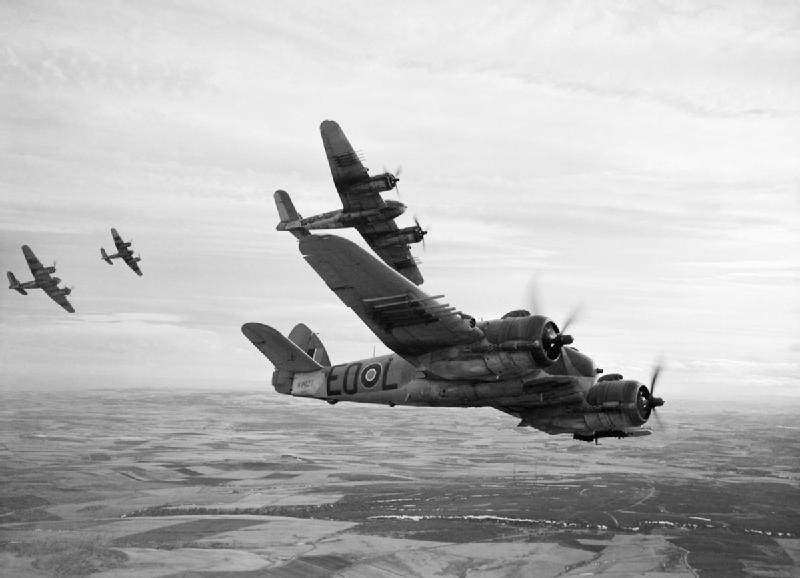
Una formazione di cacciabombardieri Bristol Beaufighter della Royal Canadian Air Force in volo nel febbraio 1945

La parte centrale del fronte alleato era di competenza del Twelfth United States Army Group di Bradley, che dopo la cessione della Ninth Army di Simpson a Montgomery controllava due armate: la First United States Army del generale Courtney Hodges, schierata lungo il confine tra Belgio e Germania ai piedi dell'altopiano dell'Eifel, e la Third United States Army del generale George Smith Patton, posizionata approssimativamente lungo il confine tra Germania e Lussemburgo; le due armate erano state le formazioni più intensamente impegnate durante la recente offensiva delle Ardenne. Completavano lo schieramento alleato le due armate che formavano il Sixth United States Army Group del generale Devers, posizionate nella parte meridionale del fronte: la Seventh United States Army del generale Alexander Patch in Lorena e la 1re armée francese del generale Jean de Lattre de Tassigny in Alsazia.
All'inizio del 1945 gli Alleati occidentali schieravano in Francia un totale di 94 divisioni: 62 statunitensi, 20 britanniche e canadesi, 11 francesi e una polacca. Ogni armata alleata godeva del sostegno di un comando aereo tattico dedicato, controllante i cacciabombardieri e i bombardieri medi destinati al supporto diretto delle truppe sul campo di battaglia, mentre ulteriore appoggio alle operazioni poteva venire dai bombardieri strategici del Bomber Command britannico e dell'Eighth Air Force statunitense; in totale, gli Alleati potevano mettere in campo 17 500 aerei da combattimento per le imminenti operazioni in Renania.

### Germania

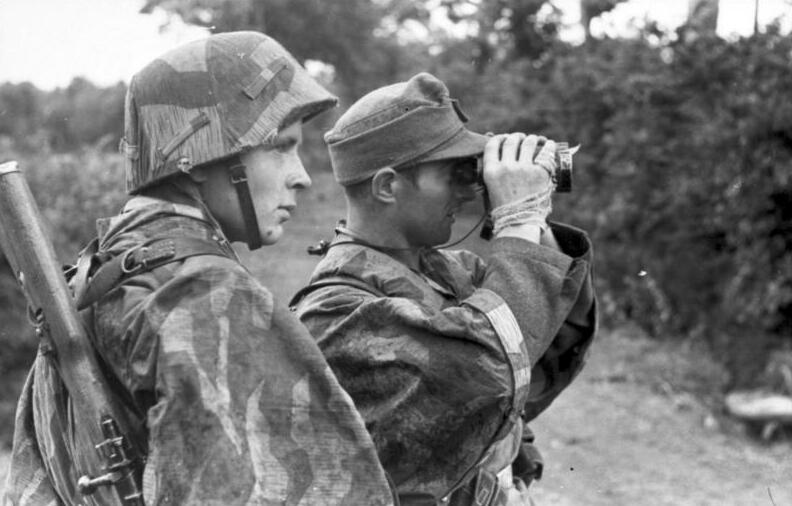
Soldati tedeschi sul fronte occidentale nel 1944

All'inizio del 1945 la Wehrmacht manteneva sulla carta una forza strutturalmente identica a quella degli Alleati occidentali, con tre gruppi d'armate e sette armate schierate più o meno specularmente a quelle del nemico; comandante supremo sul fronte occidentale (Oberbefehlshaber West o OB West) era il feldmaresciallo Gerd von Rundstedt, sebbene Hitler stesso avesse pieno potere decisionale in merito alle azioni del comando. La formazione più settentrionale era l'Heeresgruppe H del generale Johannes Blaskowitz, forte di due armate: la 25. Armee del generale Günther Blumentritt difendeva i Paesi Bassi occidentali, mentre la 1. Fallschirm-Armee del generale Alfred Schlemm presidiava il vitale settore tra Nimega a nord e la Mosa a sud. Contrapposto alle forze statunitensi di Bradley vi era l'Heeresgruppe B del feldmaresciallo Walter Model, con tre armate schierate specularmente alle loro equivalenti statunitensi: la 15. Armee del generale Gustav-Adolf von Zangen si contrapponeva all'armata di Simpson, la 5. Panzerarmee del generale Hasso von Manteuffel difendeva l'Eifel dall'armata di Hodges, e la 7. Armee del generale Erich Brandenberger fronteggiava l'armata di Patton. Infine, il settore meridionale del fronte era tenuto dall'Heeresgruppe G del generale Paul Hausser, con la 1. Armee del generale Hermann Foertsch a difendere la Saar e la 19. Armee del generale Siegfried Rasp a presidiare le rive del Reno e la sacca di Colmar.
Nominalmente i tedeschi schieravano sul fronte occidentale 57 divisioni all'inizio del 1945, tuttavia questo numero era più formale che altro: dopo le pesanti perdite umane e materiali riportate nelle Ardenne tutte le divisioni tedesche erano gravemente a corto di organico, con intere formazioni ridotte a poche centinaia di uomini; l'89. Infanterie-Division, duramente impegnata nelle Ardenne, nel febbraio 1945 schierava una forza da combattimento equivalente a un battaglione, e mettendo tutte assieme le sue divisioni la 15. Armee eguagliava a mala pena la forza di uno solo dei tre corpi d'armata della Ninth Army statunitense che la fronteggiava. I ranghi delle divisioni tedesche erano stati riempiti da uomini troppo giovani o troppo anziani, o con problemi fisici; intere formazioni erano composte dalla milizia della Volkssturm, gravemente carente di addestramento militare. Le offensive sovietiche all'est avevano ridotto al lumicino la componente mobile delle forze tedesche all'ovest: l'intero Heeresgruppe H di Blaskowitz disponeva di un'unica divisione corazzata e un'unica divisione di Panzergrenadier per fronteggiare le forze di Montgomery.
L'industria bellica tedesca sfornava ancora grossi quantitativi di armamenti, spesso di qualità superiore a quelli degli Alleati, ma comunque in numeri nettamente inferiori a quelli dei loro nemici: nel 1945 gli Alleati occidentali godevano ormai di una superiorità di tre a uno in fatto di artiglieria e di dieci a uno in fatto di carri armati; come se non bastasse, la perdita dei pozzi petroliferi romeni, occupati dai sovietici nel 1944, aveva privato la Wehrmacht di buona parte dei suoi rifornimenti di carburante. Dopo l'ultima fiammata dell'operazione Bodenplatte del 1º gennaio 1945, la Luftwaffe tedesca era in pratica scomparsa dai cieli: sulla carta l'aviazione tedesca disponeva ancora di 5 000 aerei da combattimento, ma senza carburante e piloti addestrati questa forza era fondamentalmente bloccata a terra, salvo che per sporadiche puntate mordi-e-fuggi.

## Piani operativi

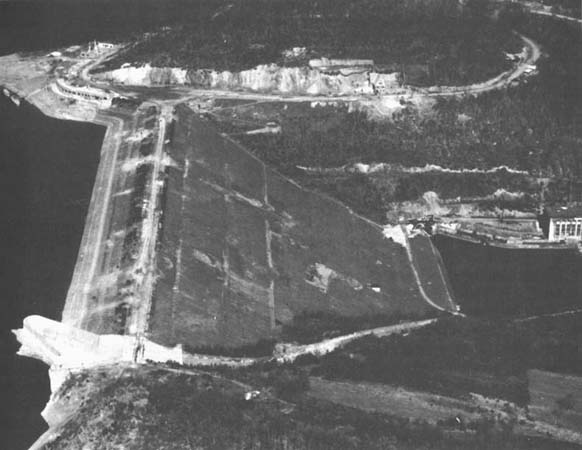
La diga di Schwammenauel sul fiume Roer fotografata nel 1944; la sua cattura rappresentava un importante obiettivo preliminare per l'offensiva alleata in Renania

L'offensiva per la conquista della Renania doveva essere aperta dal 21st Army Group. Montgomery decise di tenere in riserva il grosso della Second Army di Dempsey in vista della successiva fase dell'operazione, l'attraversamento del Reno, e affidò il peso dell'offensiva iniziale all'armata canadese di Crerar rinforzata per l'occasione con l'aggiunta dell'esperto XXX Corps britannico del generale Brian Horrocks: in tutto 475 000 uomini, la più grande forza mai comandata in battaglia da un generale canadese. L'attacco di Crerar doveva prendere le mosse dalla testa di ponte di Nimega procedendo in direzione sud-est attraverso la striscia di terra compresa tra il Reno e la Mosa: la via più breve per la Ruhr, ma per tale ragione anche uno dei punti più fortificati di tutto il fronte tedesco. Come se non bastasse, l'area centrale del settore attaccato era occupata dalla vasta foresta della Klever Reichswald, e i tedeschi avevano fatto saltare l'argine meridionale del Reno creando una vasta area allagata sulla sinistra del fronte anglo-canadese.
Due giorni dopo l'inizio dell'attacco di Crerar sarebbe partita la manovra del braccio meridionale della tenaglia del 21st Army Group, costituita dalla Ninth Army di Simpson schierata 100 chilometri più a sud; gli statunitensi avrebbero attraversato d'assalto il fiume Roer per poi piegare a nord e congiungersi agli anglo-canadesi, chiudendo i reparti tedeschi presi in mezzo in una sacca. La difficoltà principale di questa fase del piano era data dal fatto che, a monte del punto di attraversamento della Ninth Army sul Roer, era presente un vasto complesso di dighe ancora tenuto dai tedeschi: se questi ultimi avessero aperto le chiuse dopo il passaggio della Ninth Army, gli statunitensi si sarebbero ritrovati tagliati fuori dalle loro retrovie dal fiume in piena, con forte rischio di essere bloccati o annientati. La First Army aveva tentato di catturare le dighe del Roer tra novembre e dicembre 1944 (operazione Queen), ma era stata bloccata dai tedeschi; Hodges ricevette l'ordine di completare questo obiettivo prima che Simpson desse inizio alla sua manovra. Per il resto, la First Army doveva sgomberare la regione dell'Eifel dalle restanti forze tedesche, avanzando poi fino al Reno per attestarsi nella zona a sud di Colonia; il peso maggiore dell'offensiva delle forze di Bradley doveva essere rappresentato dalla Third Army di Patton, che dopo aver occupato la zona di Treviri doveva piegare a sud, attraversare la Mosella e prendere alle spalle le forze tedesche nella Saar, pressate nel mentre sul fronte dalle unità di Devers.

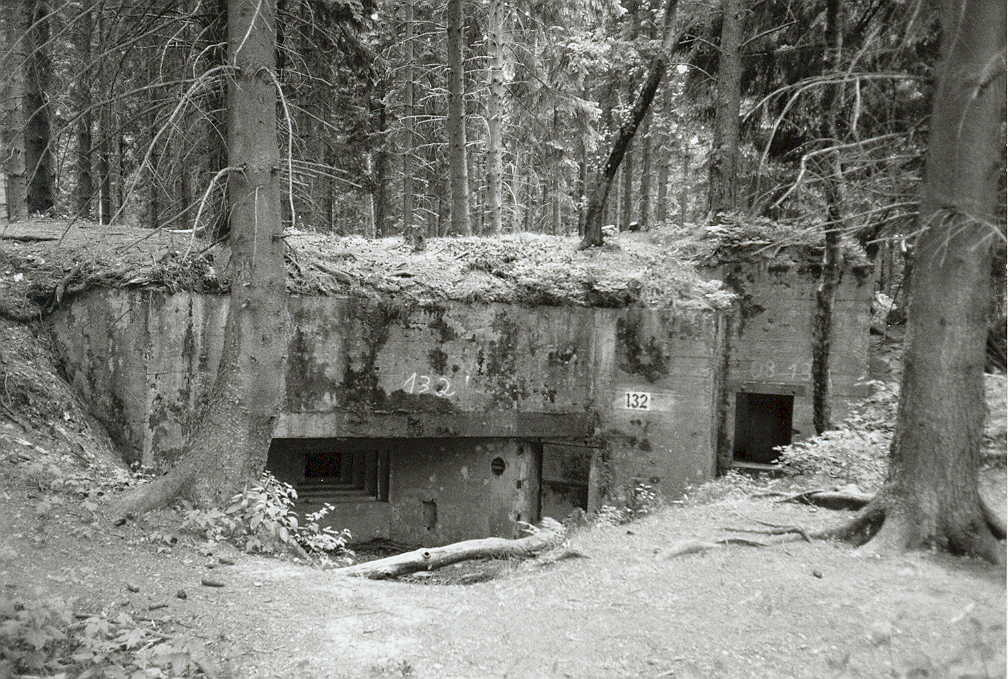
Un bunker della Linea Sigfrido collocato nella zona di Aquisgrana

Senza forze corazzate con cui contrattaccare, il massimo che potesse fare la Wehrmacht in Renania era di rallentare l'avanzata alleata fino a portarla a una situazione di stallo. Nell'opinione di molti generali tedeschi, la strategia migliore prevedeva di attuare una ritirata combattente non appena fosse partita l'offensiva degli anglo-statunitensi, mettendo in atto azioni dilatorie mentre il grosso dei reparti della Wehrmacht si ritirava dietro la sicura barriera del Reno, un ostacolo molto più formidabile per l'avanzata nemica. Hitler, tuttavia, si oppose categoricamente a qualsiasi cessione di terreno tedesco e vietò ogni ritirata dalla Renania, ordinando ai reparti della Wehrmacht di attestarsi saldamente dietro le fortificazioni della Linea Sigfrido. Costruita negli anni 1930 come contraltare tedesco alla Linea Maginot francese, la Linea Sigfrido era molto meno solida di quanto si potesse pensare: anche senza tenere conto del fatto che molte fortificazioni erano state smantellate o disarmate dopo la caduta della Francia nel 1940, o che la generale penuria di effettivi nel febbraio 1945 facesse sì che ci fossero più bunker che uomini per presidiarli, la linea era stata sempre intesa come un mezzo per rallentare e incanalare un'offensiva nemica in attesa che le riserve mobili della Wehrmacht accorressero per sferrare un contrattacco; una simile strategia era ora largamente inattuabile per i pochi reparti panzer rimasti ai tedeschi sul fronte occidentale. Condannati a una difesa puramente passiva dagli ordini tassativi di Hitler, che arrivò a vietare di costruire fortificazioni nelle retrovie per paura che questo incentivasse i reparti a ritirarsi dalla Linea Sigfrido, i tedeschi non potevano fare altro che stare fermi ad aspettare l'attacco nemico.

## La campagna

### Azioni preliminari

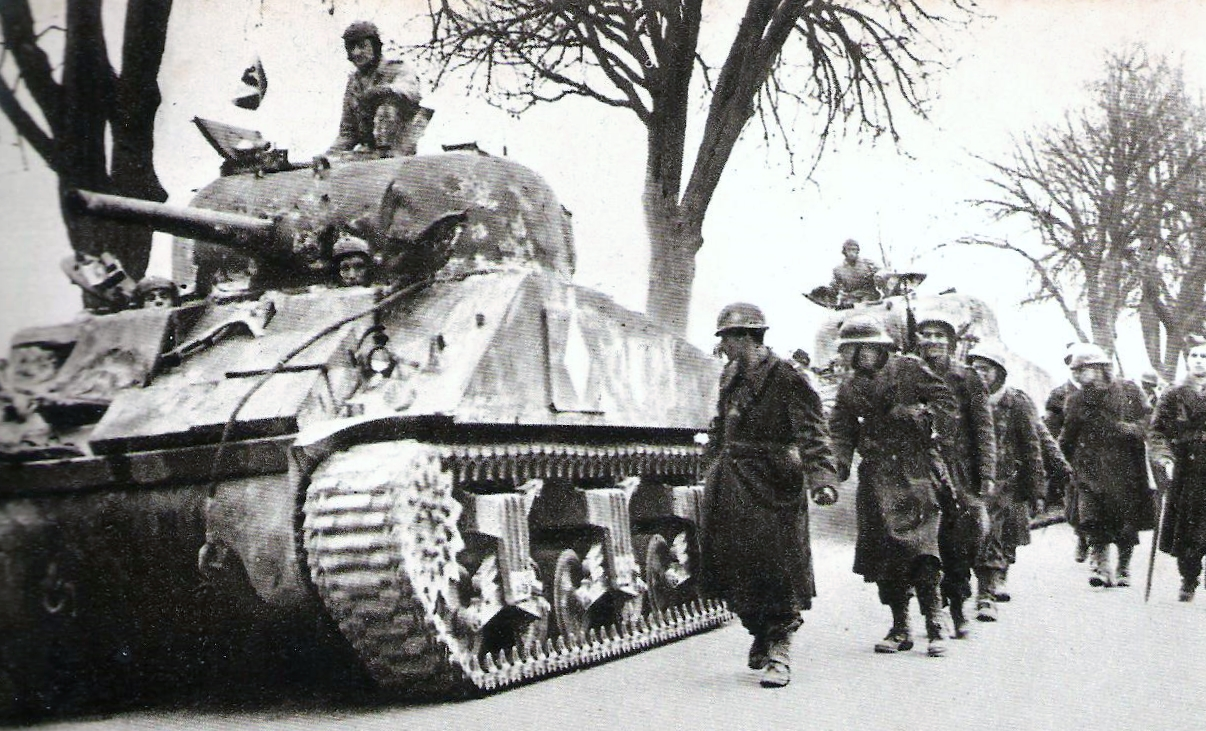
Carri armati e fanti francesi durante gli scontri per l'eliminazione della sacca di Colmar nel febbraio 1945

Prima del lancio in Renania dell'offensiva vera e propria, gli Alleati portarono a termine una serie di azioni sussidiarie. Il 14 gennaio 1945 la Second Army britannica di Dempsey lanciò l'operazione Blackcock, avente come scopo la cattura dell'area compresa tra il fiume Mosa e il Roer, ovvero il triangolo compreso tra le città di Roermond e Sittard nei Paesi Bassi ed Heinsberg in Germania: al termine di duri scontri, perdurati fino al 27 gennaio, le truppe del XII Corps britannico del generale Neil Ritchie riuscirono a catturare l'area e respingere dietro il fiume Roer i reparti della 15. Armee tedesca; l'area conquistata fu quindi lasciata alla responsabilità della Ninth Army statunitense, e i reparti di Dempsey passarono in riserva.
Nel mentre, il 20 gennaio Devers aveva avviato le operazioni per eliminare la sacca di Colmar in Alsazia; l'azione fu affidata a cinque divisioni francesi della 1er armée di de Lattre de Tassigny, assistite da una divisione statunitense distaccata dalla Seventh Army di Patch. Il clima invernale e le abbondanti nevicate ostacolarono non poco l'avanzata dei reparti alleati. La resistenza opposta dalla 19. Armee tedesca del generale Rasp fu più dura del previsto, e il XXI Corps statunitense del generale Frank W. Milburn fu inviato di rinforzo all'operazione; Colmar fu liberata dai reparti franco-statunitensi il 2 febbraio, ed entro il 9 febbraio la sacca era stata eliminata. Anche se alcuni reparti della 19. Armee riuscirono a ripiegare oltre il Reno prima che i ponti della zona fossero fatti saltare, i tedeschi riportarono circa il doppio delle 18 000 perdite tra morti e feriti registrate dalle unità alleate nel corso dell'operazione.
La missione preliminare più importante era costituita dalla cattura delle dighe del Roer da parte della First Army di Hodges, azione senza la quale la Ninth Army non poteva rischiare di attraversare il fiume e concorrere all'offensiva del resto delle forze di Montgomery più a nord; il compito di catturare le sette dighe del complesso fu affidata al V Corps statunitense del generale Clarence R. Huebner, che il 4 febbraio iniziò l'offensiva. La 78th Infantry Division, unità ancora piuttosto inesperta, ricevette l'incarico più delicato, ovvero quello di catturare la diga di Schwammenauel, la più grande del complesso: l'unità iniziò però a muoversi solo il 5 febbraio, cinque giorni prima della data fissata per l'attacco della Ninth Army, finendo con il rimanere invischiata nel terreno boscoso e nelle difese tedesche della Linea Sigfrido. Huebner dovette far intervenire in appoggio la veterana 9th Infantry Division, ma anche così Schwammenauel fu raggiunta solo la sera del 9 febbraio: la diga in sé fu catturata intatta, ma prima di ritirarsi i tedeschi avevano distrutto i macchinari e fatto saltare le valvole di scarico, causando non tanto una cascata improvvisa quanto un flusso d'acqua costante e potente che garantiva un innalzamento progressivo del fiume e un allagamento duraturo lungo tutto il tratto più a valle. Fino a che il bacino di Schwammenauel non si fu svuotato, l'attraversamento del Roer da parte della Ninth Army divenne impossibile.

### L'operazione Veritable

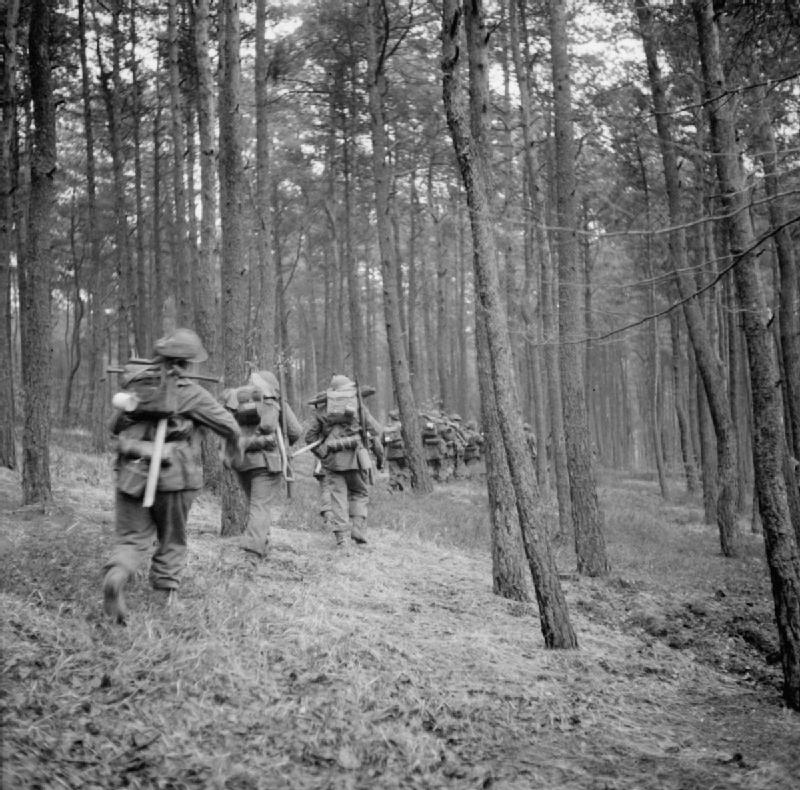
Fanteria britannica in marcia nella foresta della Klever Reichswald durante l'operazione Veritable

L'offensiva di Montgomery nel nord della Renania iniziò l'8 febbraio 1945 con l'attacco dell'armata anglo-canadese di Crerar nel corridoio tra la Mosa e il Reno (operazione Veritable); le due divisioni di fanteria canadesi del II Canadian Corps del generale Guy Simonds e tre divisioni di fanteria del XXX Corps britannico di Horrocks guidarono l'assalto iniziale, teso ad aprire una breccia in cui far convergere le forze corazzate che attendevano in retrovia. L'offensiva fu preceduta nella notte tra il 7 e l'8 febbraio da numerosi bombardamenti aerei sulle cittadine alle spalle del fronte tedesco, al fine di far saltare le comunicazioni della Wehrmacht; seguirono cinque ore e mezzo di sbarramento da parte dell'artiglieria terrestre, dei lanciarazzi e dei cannoni dei carri armati contro le postazioni nemiche sulla linea del fronte, il più violento fuoco d'appoggio scatenato dalle forze del Commonwealth durante la guerra. L'attacco degli anglo-canadesi era stato ben preparato e colse di sorpresa tutto l'alto comando tedesco, ma la zona era un obiettivo ovvio e la 1. Fallschirm-Armee del generale Schlemm era pronta a rispondere: all'84. Infanterie-Division, formazione di truppe di scarto ma quasi a pieno organico che difendeva i bunker della prima linea, si unì rapidamente la 7. Fallschirmjäger-Division, unità di prima categoria, e dopo le fasi iniziali l'attacco degli Alleati fu contrastato vigorosamente.

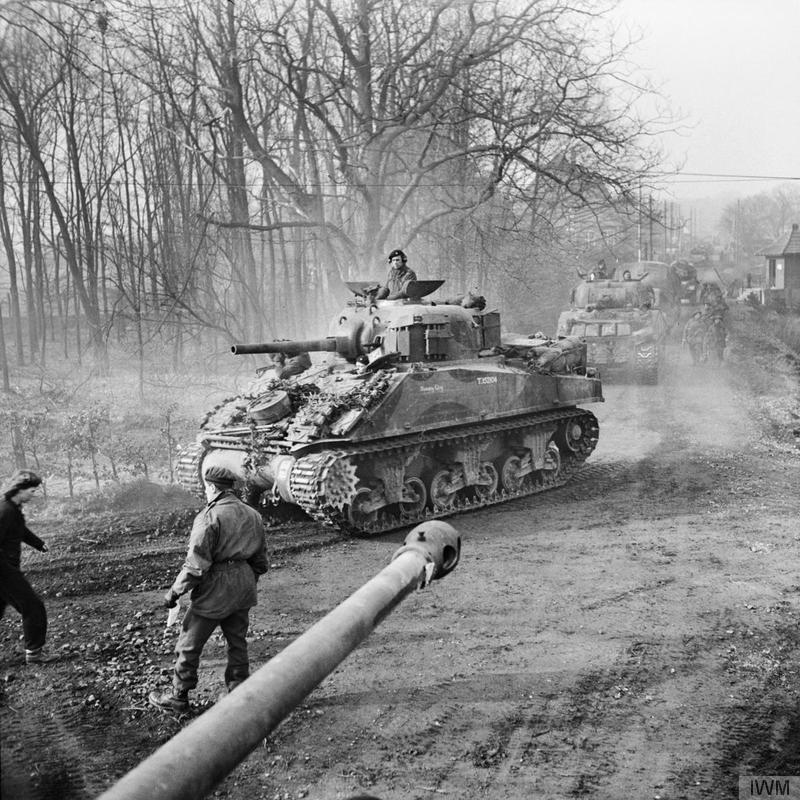
Carri M4 Sherman britannici in marcia alla volta della zona di Goch nel febbraio 1945

Oltre che dalla resistenza progressivamente sempre più forte dei tedeschi, l'attacco degli anglo-canadesi fu ostacolato dal collasso del sistema logistico: in febbraio il ghiaccio invernale si era quasi del tutto sciolto dopo una serie di forti piogge, e le poche strade della regione si trasformarono in pantani di fango; non agevolò la situazione il fatto che Horrocks, erroneamente informato dell'apertura di una breccia nelle difese tedesche, fece intervenire le sue riserve già il secondo giorno, provocando enormi ingorghi di traffico nelle retrovie. Appurato che l'attacco della Ninth Army non poteva avvenire il 10 febbraio come previsto a causa dell'apertura della diga di Schwammenauel, Montgomery decise comunque di insistere con l'offensiva della First Canadian Army di Crerar: lo scopo era quello di attirare in battaglia quante più truppe tedesche possibile, onde facilitare il futuro attraversamento del Roer da parte degli statunitensi di Simpson. Di conseguenza, gli anglo-canadesi di Horrocks e Simonds continuarono a inoltrarsi nella foresta della Klever Reichswald.
Una battaglia molto pesante si accese per il possesso della città di Kleve, ridotta in macerie dai bombardamenti e infine capitolata nelle mani degli anglo-canadesi l'11 febbraio. Blaskowitz autorizzò Schlemm a impiegare l'unica riserva mobile dell'Heeresgruppe H, il XLVII Panzerkorps del generale Heinrich Freiherr von Lüttwitz, in un contrattacco il 12 febbraio per riprendere Kleve: l'azione fu tuttavia stroncata dal diluvio di fuoco scatenato dall'artiglieria alleata. L'offensiva degli anglo-canadesi proseguì nei giorni seguenti, lenta ma costante; l'azione decisiva fu portata a termine dalla 43rd (Wessex) Infantry Division britannica, che il 16 febbraio riuscì a sfondare le difese tedesche e aprire la strada per uscire dalla foresta della Klever Reichswald. Il II Corps di Simonds fu fatto affluire per sfruttare la breccia, e nonostante alcuni contrattacchi dei reparti corazzati tedeschi l'avanzata prese velocità una volta arrivata sul terreno aperto a sud-est della foresta; mentre i canadesi puntavano su Kalkar, i britannici del XXX Corps furono impegnati in una dura battaglia per il possesso della città di Goch, infine conquistata dalla 51st (Highland) Infantry Division il 22 febbraio.

### L'operazione Grenade

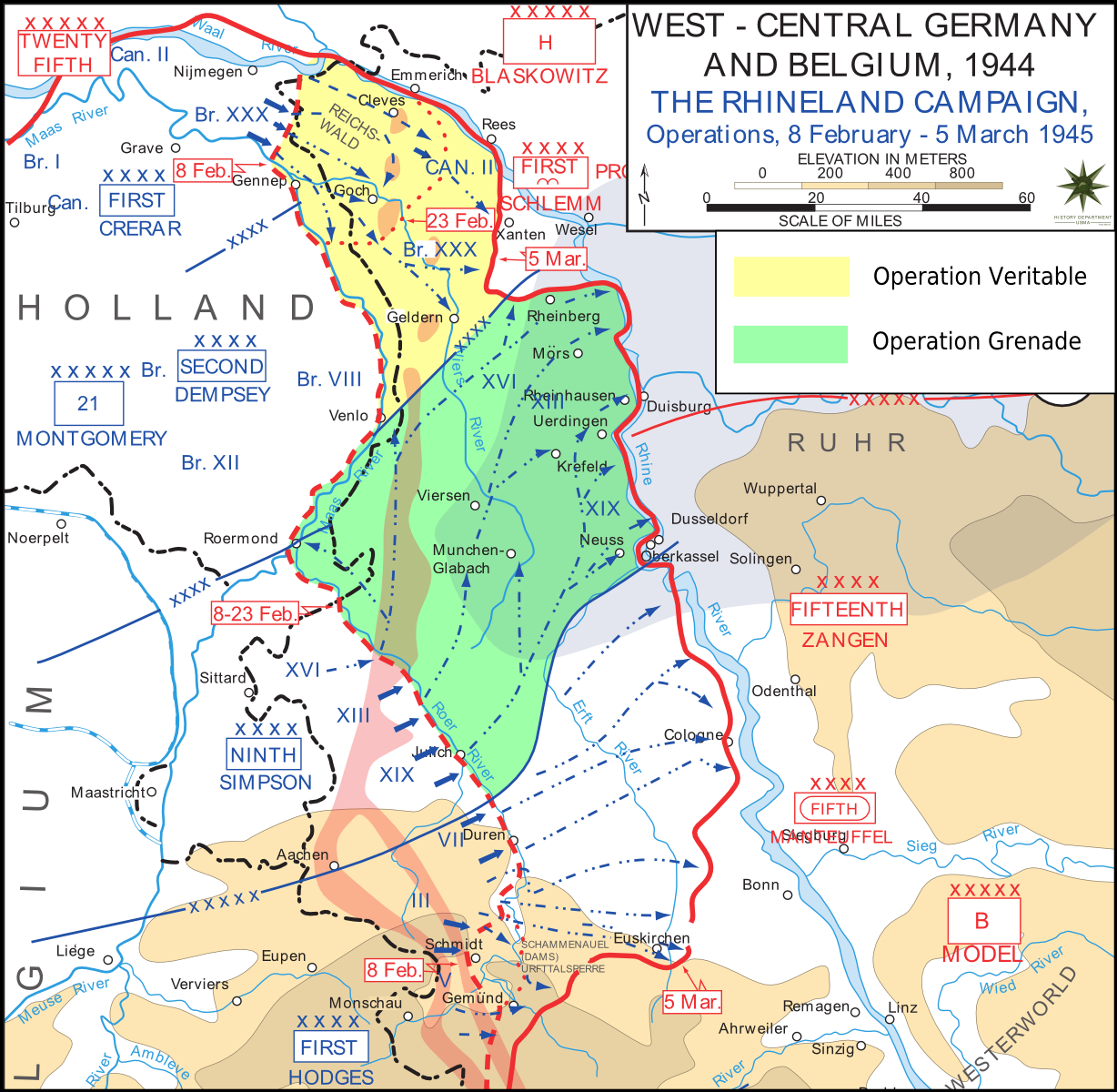
Carta del fronte occidentale con indicato il terreno conquistato dalle forze anglo-canadesi durante l'operazione Veritable (in giallo) e quello conquistato dalla Ninth Army durante l'operazione Grenade (in verde)

Mentre gli anglo-canadesi avanzavano a fatica attraverso la Klever Reichswald, la Ninth Army statunitense era rimasta ferma sulla riva occidentale del Roer in attesa che il livello delle acque calasse a sufficienza per attraversare il fiume con facilità; i genieri statunitensi stimarono che il livello più basso delle acque sarebbe stato raggiunto il 25 febbraio, ma Simpson fissò la data dell'attraversamento per le prime ore del 23 febbraio al fine di cogliere di sorpresa i tedeschi. Schierati lungo una linea obliqua di circa 50 chilometri, tra la confluenza del Roer con la Mosa a nord-ovest e l'area a nord di Düren a sud-est, vi erano i tre corpi d'armata della Ninth Army: il XVI Corps del generale John B. Anderson, il XIII Corps del generale Alvan Cullom Gillem Jr. e il XIX Corps del generale Raymond S. McLain; il VII Corps del generale Joseph Collins, parte della First Army di Hodges, avrebbe anch'esso attraversato d'assalto il Roer davanti a Düren di concerto con le forze di Simpson, onde proteggere il fianco meridionale della Ninth Army.
L'assalto attraverso il Roer (operazione Grenade) iniziò alle 02:45 del 23 febbraio con un tremendo sbarramento di artiglieria contro le postazioni tedesche di là del fiume: più di 1 500 pezzi d'artiglieria della Ninth e First Army statunitense e della Second Army britannica martellarono i tedeschi per quarantacinque minuti, spianando diverse postazioni difensive. Subito dopo, elementi di sei divisioni di fanteria statunitensi scesero sulla riva e iniziarono ad attraversare il corso d'acqua con imbarcazioni a remi e veicoli anfibi cingolati LVT, mentre i genieri si apprestavano a stendere le prime passerelle; la forte corrente e il fuoco dei tedeschi furono d'ostacolo, ma le prime ondate passarono il fiume con poche perdite. I difensori tedeschi, alcune divisioni di fanteria della 15. Armee del generale von Zangen piuttosto logorate dai precedenti scontri, furono travolti e diverse teste di ponte furono stabilite nel settore della Ninth Army già entro il primo giorno. La situazione fu più difficile per il VII Corps della First Army, i cui punti di attraversamento erano sovrastati dalle colline dell'Eifel occupate dai tedeschi: la testa di ponte stabilita dagli uomini di Collins si rivelò quantomai precaria e battuta dal fuoco tedesco, anche se le unità della Wehrmacht in zona erano troppo deboli per lanciare un deciso contrattacco.
Il comandante dell'Heeresgruppe B Model accolse con allarme la notizia dell'attraversamento del Roer, e fece affluire le sue riserve corazzate (la 9. e 11. Panzer-Division) in appoggio delle unità di von Zangen; quest'ultimo, tuttavia, nel tentativo di puntellare la sua linea sempre più cedevole impiegò i reparti panzer alla spicciolata non appena arrivavano al fronte, invece di concentrarli per sferarre un contrattacco in forze. Entro il 26 febbraio Simpson aveva fatto lanciare sufficienti ponti di barche per far transitare sulla riva opposta i suoi reparti corazzati, e la Ninth Army sciamò in forze oltre il Roer: la città di Erkelenz fu conquistata quello stesso giorno aprendo agli statunitensi le ampie pianure alle spalle del fiume, un terreno ideale per i carri armati; la resistenza tedesca crollò, consentendo agli statunitensi di allargare sempre di più la loro testa di ponte. Model informò von Rundstedt che l'intera ala meridionale dell'Heeresgruppe H rischiava di essere intrappolata tra gli anglo-canadesi a nord e gli statunitensi a sud, ma Hitler vietò categoricamente ogni ritirata: il XLVII Panzerkorps, ancora impegnato contro gli anglo-canadesi, ricevette l'ordine di sganciarsi e di accorrere in aiuto della 15. Armee, mossa rivelatasi come troppo poco e troppo tardi.

### La spallata decisiva

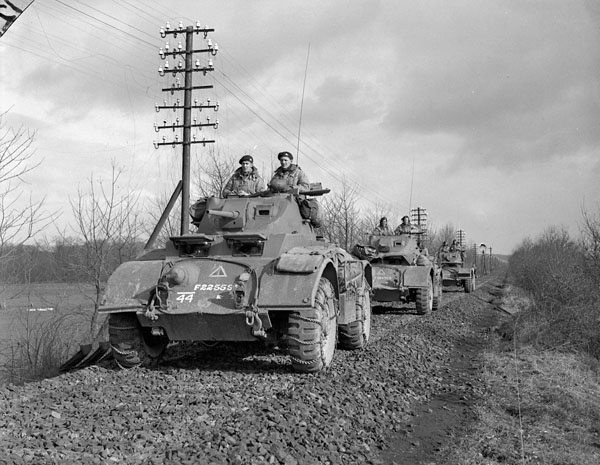
Autoblindo T17 Staghound canadesi in marcia per le strade della Renania nel marzo 1945

La superiorità schiacciante in fatto di mezzi meccanizzati consentì alla Ninth Army di avanzare in profondità, spezzando la resistenza tedesca o aggirando i capisaldi che si rivelavano troppo ostici. Anche la First Canadian Army era all'offensiva e, mentre il XXX Corps di Horrocks continuava a pressare il nemico nella zona a ovest di Goch, il 26 febbraio il II Canadian Corps di Simonds lanciò una massiccia spallata (operazione Blockbuster) contro la linea difensiva allestita dai tedeschi a est di Goch lungo la scarpata tra le città di Kalkar e Uedem: i canadesi presero Uedem dopo un'aspra lotta, ma si ritrovarono ancora una volta bloccati quando tentarono di avanzare a sud della città attraverso i boschi della foresta della Uedemer Hochwald; la 43rd (Wessex) Infantry Division, alla sinistra dei canadesi, ebbe più successo avanzando sul terreno aperto parallelo al Reno, e dopo aver preso Kalkar diresse su Xanten attraverso una resistenza sempre più debole. I canadesi sfondarono infine attraverso la Uedemer Hochwald il 2 marzo, avanzando anch'essi in direzione di Xanten.
Più a sud, la Ninth Army stava avanzando a grandi passi incontro ai reparti anglo-canadesi: il XVI Corps di Aderson procedeva parallelo alla Mosa serrando sul XXX Corps britannico, il XIII Corps di Gillem muoveva a nordest verso Krefeld e il Reno mentre il XIX Corps di McLain catturò il 1º marzo Mönchengladbach, la più popolosa tra le città tedesche fino a quel momento occupate dagli Alleati occidentali; il VII Corps di Collins continuava a coprire il fianco destro dell'armata di Simpson, mentre l'intera First Army andava a unirsi all'avanzata generale attaccando oltre il fiume Erft in direzione di Colonia. Il 2 marzo la Ninth Army raggiunse il Reno a Neuss, mentre il 3 marzo elementi del XXX Corps britannico e del XVI Corps statunitense si incontrarono nei dintorni di Gheldria sancendo il ricongiungimento delle due branche dell'offensiva di Montgomery; elementi di quindici divisioni tedesche si ritrovarono presi in mezzo alla tenaglia degli Alleati, ma Hitler ordinò loro di resistere sul posto. Schlemm riuscì in qualche modo a far ripiegare i resti della 1. Fallschirm-Armee in una testa di ponte davanti a Wesel, iniziando il 6 marzo la loro evacuazione sulla sponda opposta del Reno; un'accanita resistenza bloccò i reparti statunitensi davanti a Wesel fino al 10 marzo, quando gli ultimi tedeschi ripiegarono oltre il Reno facendo saltare i ponti dietro di loro.
Le operazioni del 21st Army Group in Renania costarono un totale di 22 934 perdite tra morti e feriti agli Alleati, di cui 10 330 britannici, 7 300 statunitensi e 5 304 canadesi; di contro, i tedeschi persero non meno di 90 000 uomini in quello che fu fondamentalmente il loro ultimo tentativo consistente di bloccare l'avanzata degli Alleati sul fronte occidentale: da allora in poi, la Wehrmacht non avrebbe fatto altro che ritirarsi sempre di più verso il cuore della Germania.

### Il ponte di Remagen

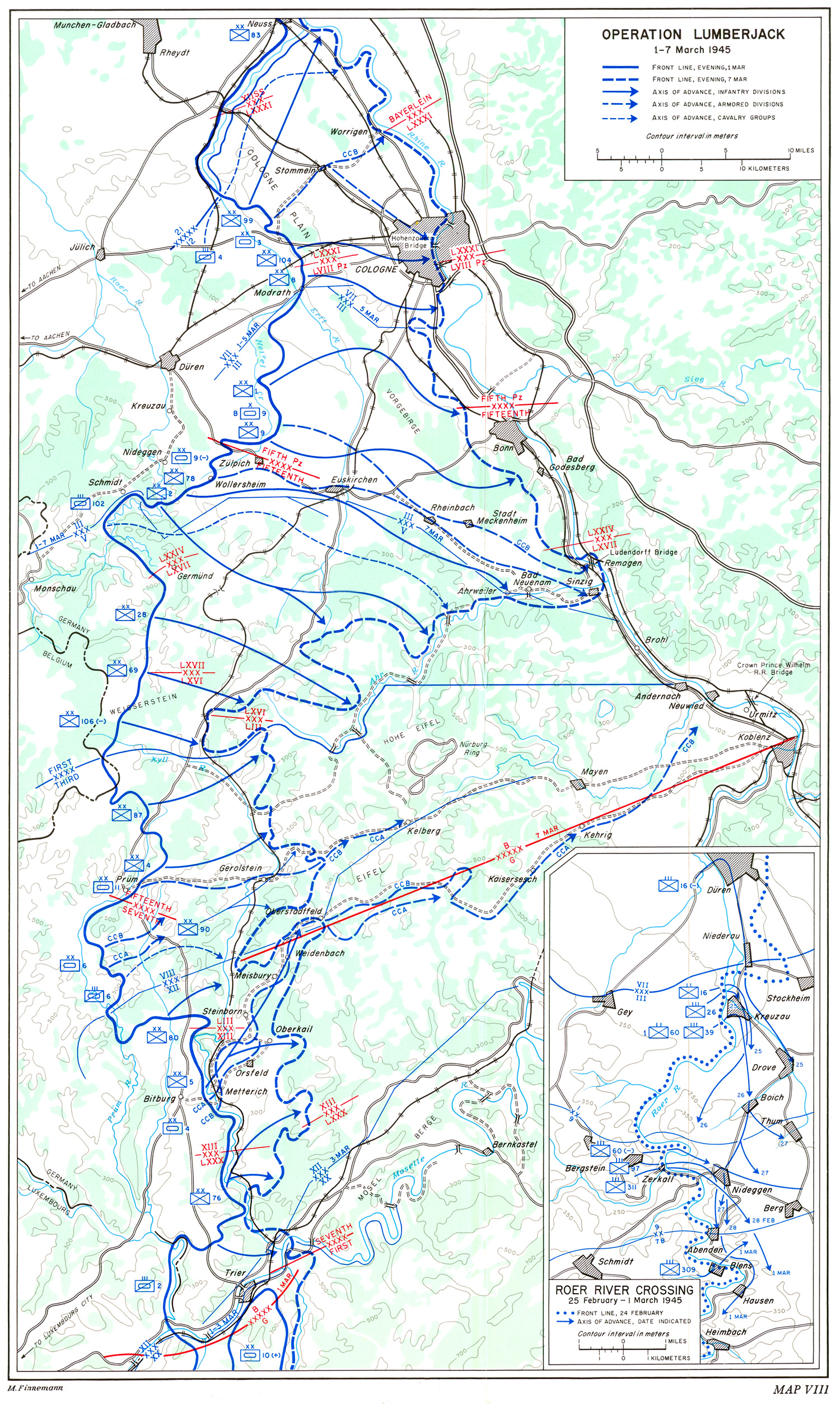
Carta raffigurante l'andamento dell'operazione Lumberjack tra il 1º e il 7 marzo 1945

Mentre Montgomery finiva di occupare il nord della Renania, il 1º marzo la First Army di Hodges sferrò la sua offensiva nella Renania meridionale (operazione Lumberjack): l'armata doveva muovere in avanti verso il Reno, proteggendo il fianco sinistro della Third Army di Patton che avrebbe attaccato due giorni più tardi. Hodges pose alla testa dell'avanzata il VII Corps di Collins, già oltre il Roer, utilizzando la testa di ponte da lui creata per inserire altre unità: il III Corps del generale John Millikin oltrepassò il Roer sui ponti stesi dal VII Corps, avanzando poi a sud per liberare gli attraversamenti per il terzo dei corpi d'armata di Hodges, il V Corps di Huebner. La resistenza opposta dall'ala meridionale della 15. Armee si rivelò poco consistente e l'avanzata delle forze di Hodges fu spedita: il 3 marzo unità di ricognizione del VII Corps raggiunsero il Reno a nord di Colonia, ed entro il 6 marzo la grande città era caduta in mano agli statunitensi dopo duri scontri nelle strade; i ponti sul Reno presenti nella zona erano tuttavia stati fatti saltare dai tedeschi, e il VII Corps dovette arrestare la sua avanzata sulle rive del fiume.
Anche il III Corps di Millikin entrò in azione il 1º marzo, sostenendo un duro scontro con i reparti tedeschi trincerati a Wollersheim che furono infine aggirati e sopraffatti il giorno seguente; gli statunitensi avanzarono quindi fino a prendere il nodo stradale di Euskirchen, mossa che aprì all'avanzata in profondità dei reparti corazzati della 9th Armored Division verso Rheinbach e il Reno. Model si convinse che l'obiettivo del III Corps statunitense fosse Bonn, e ordinò a quanto restava della 15. Armee di ripiegare combattendo verso la città; le unità di Millikin erano invece dirette più a sud di Bonn, alla confluenza tra il Reno e il fiume Ahr, per proteggere il fianco settentrionale della spinta principale rappresentata dalla Third Army di Patton. Model tentò di rimediare all'errore ordinando all'11. Panzer-Division di contrattaccare fuori da Bonn contro il fianco sinistro del III Corps, ma l'unità non aveva carburante per muovere; i resti del LXVII. Armeekorps della 15. Armee concentrati a Sinzig tentarono di bloccare l'avanzata degli statunitensi, ma erano privi di trasporti motorizzati e ciò rendeva i loro movimenti molto più lenti di quelli degli statunitensi.

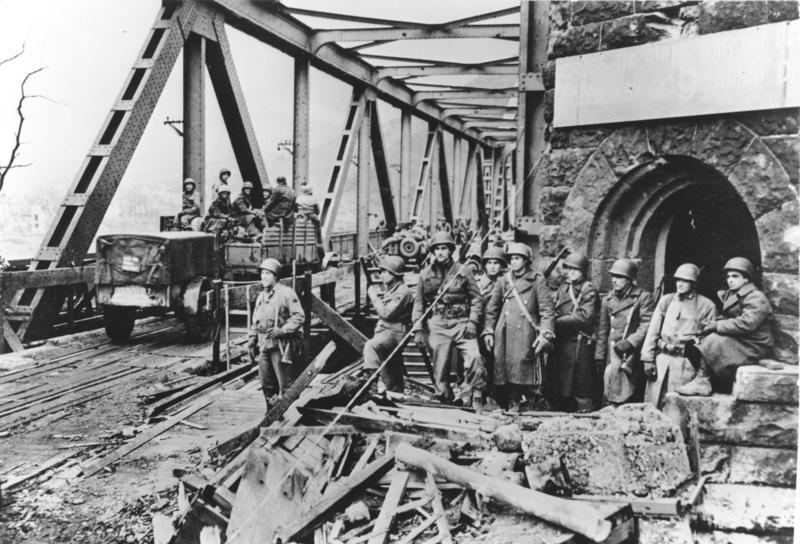
Truppe statunitensi all'imbocco del ponte di Remagen poco dopo la sua cattura il 7 marzo 1945

Dopo aver preso Meckenheim il 6 marzo, il giorno seguente la 9th Armored Division si mosse verso sud-est per catturare il punto confluenza dell'Ahr con il Reno. Un gruppo di combattimento meccanizzato fu inviato un poco più a nord a Remagen, dove si trovava un grosso ponte sul Reno: la difesa tedesca era in pieno caos, e svicolando tra i reparti nemici la task force del colonnello Leonard Engeman colse di sorpresa i difensori di Remagen, catturando d'assalto il Ponte Ludendorff sul Reno prima che i tedeschi potessero farlo saltare. Nei piani del Twelfth United States Army Group non era previsto che la First Army attraversasse il Reno d'assalto, anche perché il terreno sull'altra sponda era montagnoso e poco adatto alle operazioni meccanizzate; tuttavia, non appena fu informato della cattura del ponte di Remagen Bradley ordinò subito di far affluire tutti i reparti disponibili nella testa di ponte formatasi sulla sponda orientale del Reno: entro 24 ore, gli statunitensi avevano portato oltre 8 000 uomini con carri armati e artiglieria oltre il Reno, mentre i contrattacchi tedeschi si rivelarono confusi e infruttuosi.
La notizia della perdita del ponte di Remagen e dell'attraversamento del Reno mandò su tutte le furie Hitler, che l'8 marzo destituì von Rundstedt dalla carica di OB West sostituendolo con il feldmaresciallo Albert Kesselring. Una dura battaglia si sviluppò attorno alla testa di ponte di Remagen, mentre i tedeschi tentavano in tutti i modi di contenerla; il ponte stesso crollò come conseguenza dei ripetuti bombardamenti tedeschi il 17 marzo, ma per quella data parecchi passaggi alternativi erano già stati lanciati nelle sue vicinanze e il III Corps di Millikin si ritrovò saldamente insediato sulla sponda orientale del Reno.

### Lo sgombero della Renania meridionale

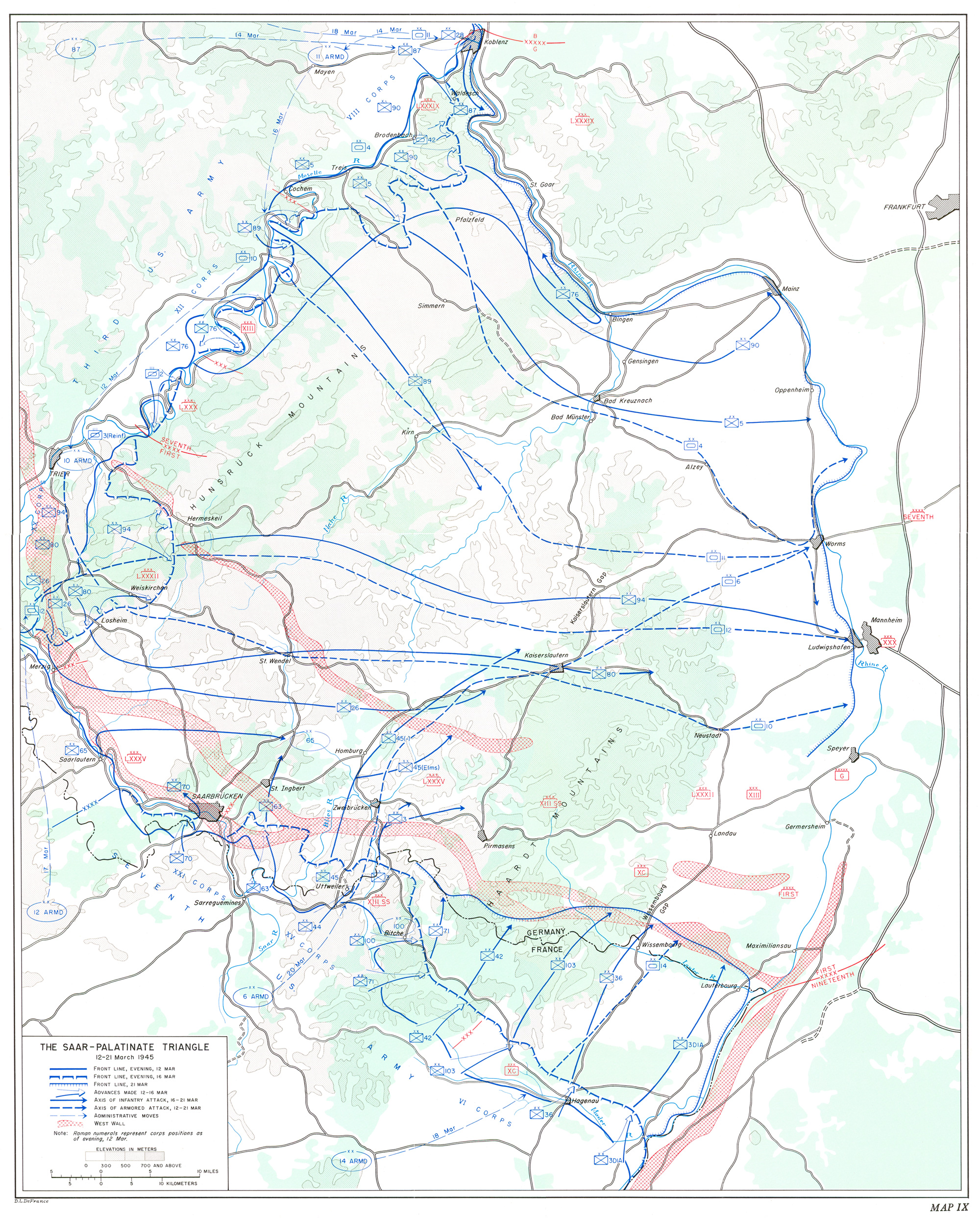
Carta raffigurante le operazioni alleate nella Renania meridionale tra il 12 e il 21 marzo 1945

La Third Army di Patton non aveva fondamentalmente mai interrotto la sua spinta offensiva verso est avviata nel corso dei contrattacchi contro il saliente tedesco nelle Ardenne; anche quando a fine gennaio il saliente fu eliminato e i tedeschi ricacciati sulle posizioni da cui era partiti nel dicembre precedente, Patton aveva continuato a spingere in avanti le sue divisioni sulle pendici occidentali dell'Eifel, nonostante le forti nevicate, le poche strade praticabili e il terreno impervio rendessero l'avanzata estremamente lenta. Per il 28 gennaio i tre corpi d'armata di Patton (da nord a sud l'VIII Corps del generale Troy Middleton, il XII Corps del generale Manton S. Eddy e il XX Corps del generale Walton Walker) si erano portati sulle difese di frontiera tedesche a est di Sankt Vith, lungo un fronte che andava dal fiume Ahr a nord alla Mosella a sud; le unità della 5. Panzerarmee e della 7. Armee schierate in zona erano state decimate nelle Ardenne, ma le fortificazioni della Linea Sigfrido e il clima invernale obbligavano le truppe statunitensi a intraprendere solo brevi assalti e operazioni con obiettivi limitati.
Il 1º febbraio Eisenhower aveva ordinato di fermare gli attacchi della Third Army per spostare parte delle sue divisioni in appoggio alla Ninth e alla First Army; Patton aveva continuato a insistere per un'offensiva anche nel suo settore, ottenendo il 19 febbraio il permesso da Bradley di sgomberare dai tedeschi il triangolo di terra compreso tra la Mosella e il fiume Saar e di occupare l'antica città di Treviri: la zona fu presa dopo aspri combattimenti nel clima invernale e una serie di piccoli assalti, e il 2 marzo un gruppo di combattimento della 10th Armored Division entrò a Treviri dopo aver catturato intatto un ponte sulla Mosella con un attacco a sorpresa. Con il graduale miglioramento delle condizioni meteo, l'avanzata della Third Army nell'Eifel aveva ripreso slancio e il 26 febbraio i reparti di Patton avevano catturato gli importanti nodi stradali di Bitburg e Prüm, attestandosi lungo il fiume Kyll; il 3 marzo, due giorni dopo l'avvio dell'offensiva della First Army di Hodges, anche la Third Army si unì all'attacco generale alla volta del Reno, con l'VIII Corps di Middleton che mosse verso est da Prüm mentre il XII Corps di Eddy attraversava il Kyll a oriente di Bitburg. Furono necessari due giorni di duri scontri per rompere la linea difensiva della 5. Panzerarmee, ma una volta aperta una breccia le unità corazzate di Patton dilagarono nelle retrovie incontrando una resistenza trascurabile: in due giorni e mezzo la 4th Armored Division avanzò di 70 chilometri, catturò 5 000 prigionieri e raggiunse il Reno a sud di Andernach. Entro il 10 marzo la Third Army si era portata sulla riva occidentale del Reno nella zona compresa tra Brohl e Coblenza, con il suo fianco destro ancorato alla Mosella.

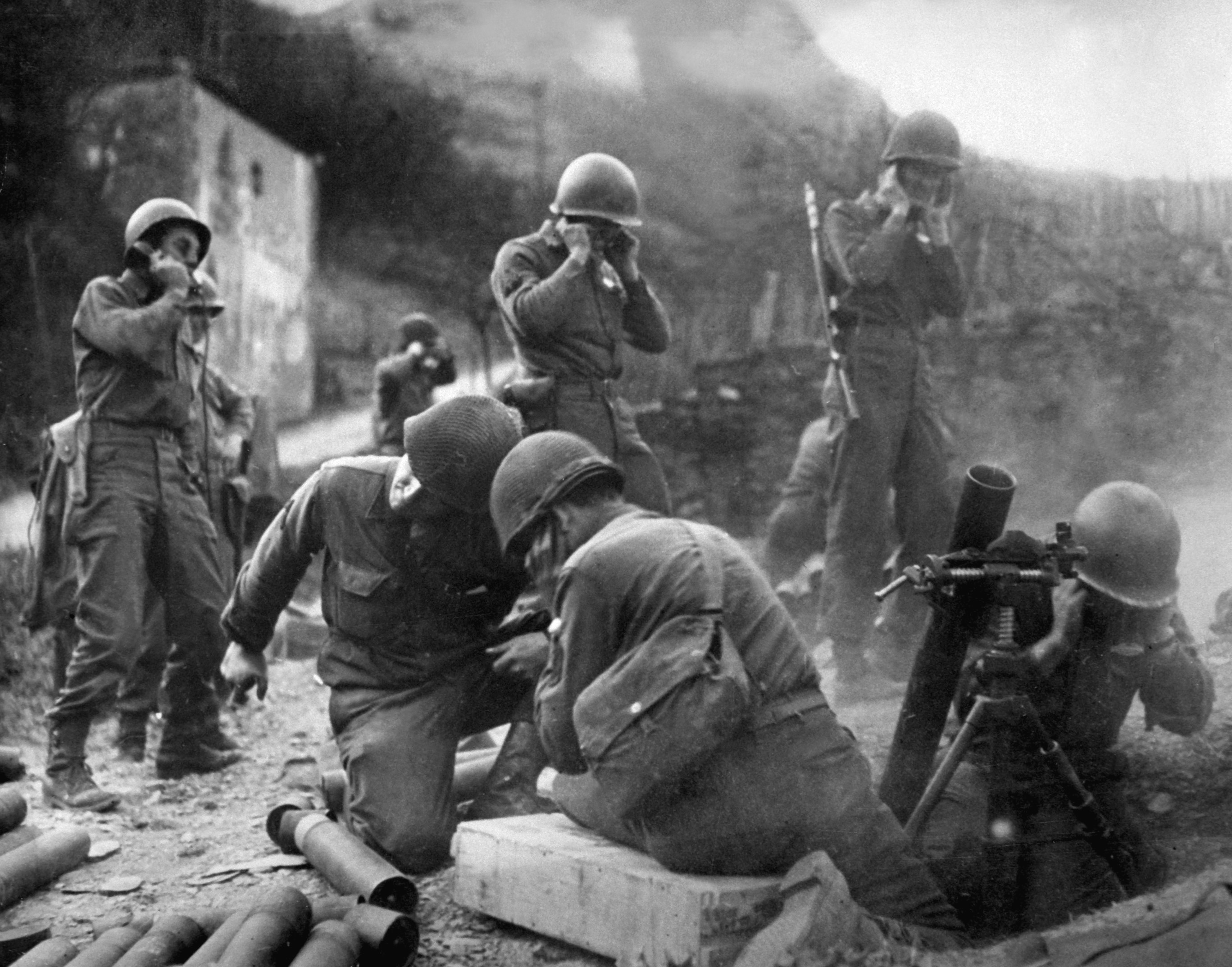
La squadra di un mortaio statunitense in azione lungo le rive del Reno nel 1945

L'avanzata di Patton lungo la sponda settentrionale della Mosella lasciò completamente indifeso il fianco settentrionale della 7. Armee tedesca, che con la 1. Armee più a sud difendeva la zona industriale della Saarland e il Palatinato; vistosi rifiutare da parte di Hitler il permesso di ritirarsi, il generale Hausser, comandante dell'Heeresgruppe G, chiese con insistenza rinforzi per puntellare la sua linea lungo il fiume, ma l'appena insediato Kesselring dovette rispondere che non vi era alcun rinforzo disponibile. Il risultato fu inevitabile: il 12 marzo il XX Corps di Walker attaccò a sud della Mosella partendo dalla zona di Treviri, mentre il giorno seguente il XII Corps di Eddy attraversò il fiume poco a monte della confulenza della Mosella con il Reno; il 15 marzo, infine, la Seventh Army di Patch sferrò la sua offensiva dalla Lorena (operazione Undertone) attaccando frontalmente la linea della 1. Armee tra Saarbrücken e Haguenau, con altre unità francesi che muovevano parallelamente al corso del Reno. Undertone fu un enorme disastro per i tedeschi: le difese della Saarland crollarono mentre la Third Army dilagava nelle retrovie; la 7. Armee fu presa in mezzo tra le due forze statunitensi e finì annientata, mentre la 1. Armee subì perdite enormi mentre cercava di trattenere i reparti nemici diretti al Reno. Solo il 23 marzo la 1. Armee fu autorizzata a ritirarsi oltre il Reno, sebbene per quella data solo pochi reparti potessero effettivamente obbedire a questo ordine; la sera del 24 marzo gli ultimi ponti sul Reno furono fatti saltare dalle retroguardie tedesche, segnando la conclusione di tutti i combattimenti sulla sponda occidentale del grande fiume.

## Conseguenze

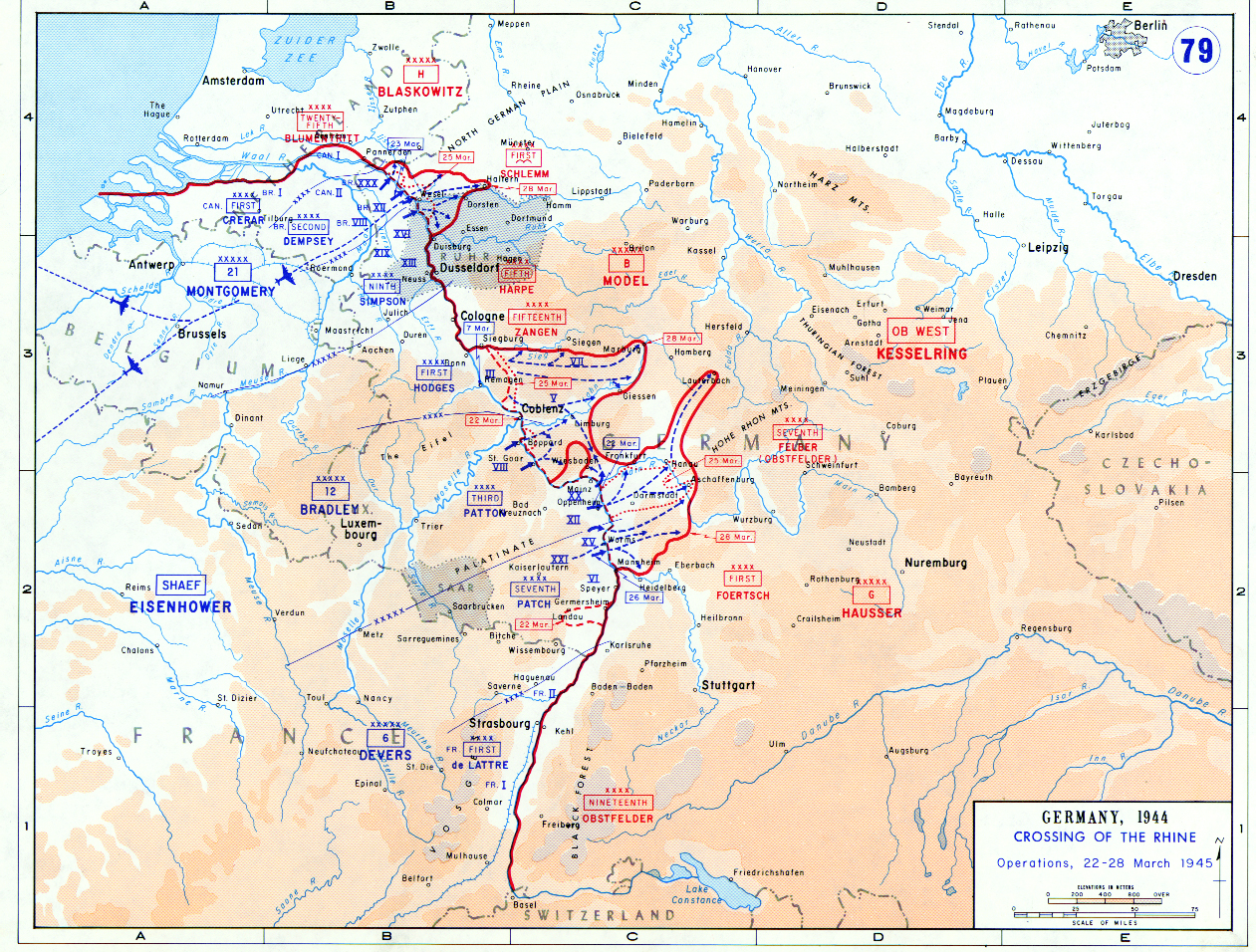
Carta raffigurante le operazioni di attraversamento del Reno da parte degli Alleati tra il 22 e il 28 marzo 1945

La campagna della Renania fu un disastro strategico per la Germania nazista. L'ossessione di Hitler per la difesa a oltranza di qualsiasi lembo di territorio e i suoi ripetuti divieti di attuare ritirate strategiche costarono alla Wehrmacht, nei suoi inutili sforzi per difendere la Renania tra il febbraio e il marzo 1945, la perdita di 400 000 uomini, di cui 280 000 presi prigionieri; l'insistenza di Hitler nel voler difendere a ogni costo il terreno a occidente del Reno fece sì che, quando gli Alleati arrivano sulla riva del fiume, non era rimasto poi molto ai tedeschi per difendere il terreno a oriente del Reno, a maggior ragione se comandanti pure dotati come Model o Kesselring erano costantemente privati di flessibilità tattica dalle decisioni inappellabili del Führer. Se solo tre mesi prima, nel dicembre 1944, la Wehrmacht era stata capace di sferrare un'offensiva improvvisa e su vasta scala contro i suoi nemici occidentali, nel marzo 1945 divenne palpabile un significativo crollo del morale e della disciplina dei reparti tedeschi, mentre sempre più ufficiali e soldati divenivano consapevoli della sconfitta che stava per abbattersi sulla Germania.
L'insistenza di Eisenhower per la strategia del fronte ampio aveva dato i suoi frutti. Le derelitte forze tedesche potevano ancora opporre una resistenza determinata se veniva loro concesso di concentrarsi su un fronte ristretto e un terreno impervio, come avvenne nel corso dell'operazione Veritable; ma se attaccate in successione lungo l'intera estensione del fronte occidentale, e sospinte fuori dalle loro difese di frontiera su terreni pianeggianti ideali per le operazioni meccanizzate, non avevano più alcuna speranza: all'inizio del 1945, semplicemente, la Wehrmacht non aveva abbastanza uomini, carri armati e potenza di combattimento per sperare di parare tutti i colpi sferrati dagli Alleati occidentali, per tacere delle offensive sovietiche sul fronte orientale.

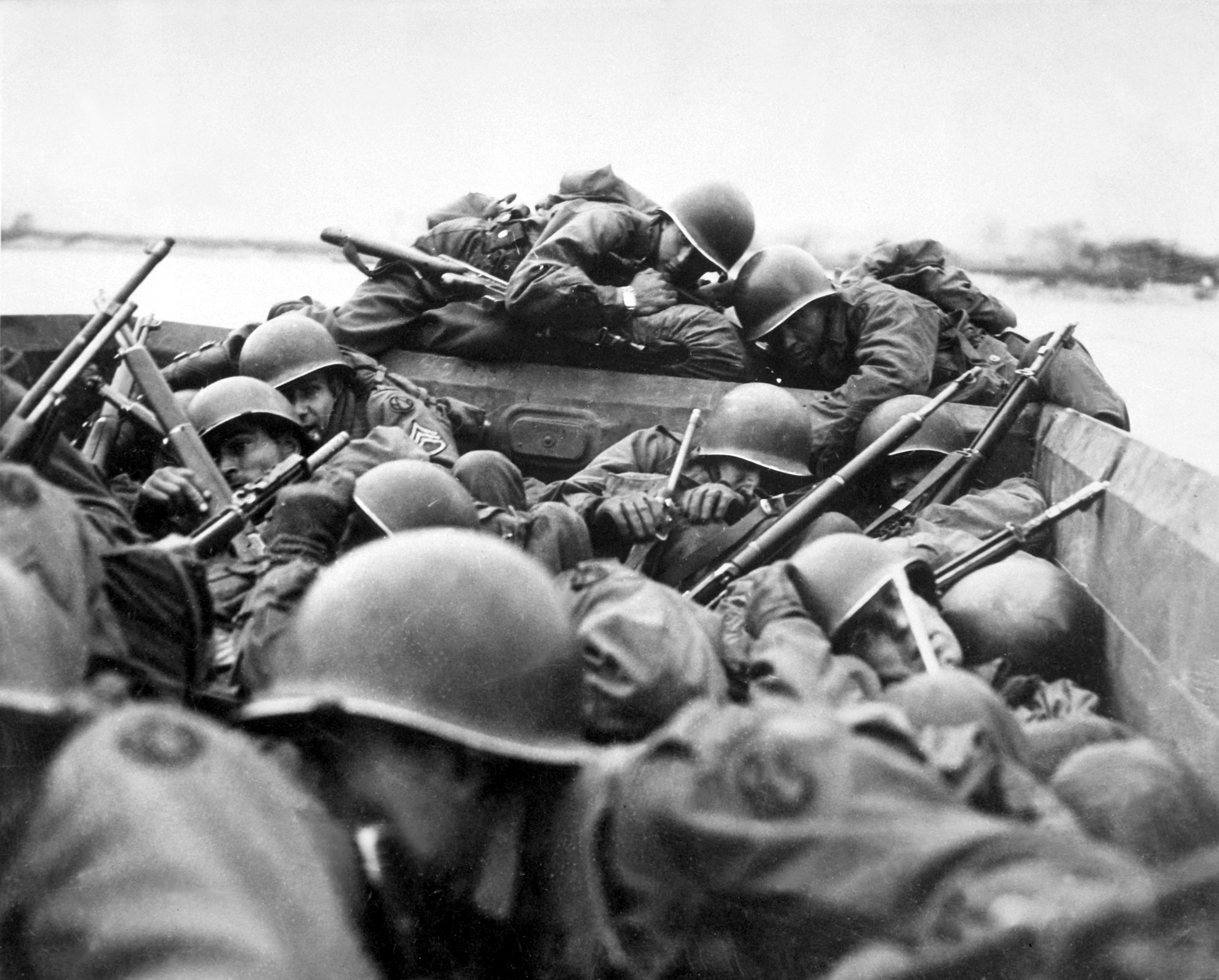
Truppe statunitensi ammassate su un mezzo da sbarco attraversano il Reno durante l'operazione Plunder del 24 marzo 1945

Sul finire di marzo, quindi, tutte le armate degli Alleati occidentali erano allineate lungo il Reno. Benché fosse stato il primo a mettersi in posizione sul fiume, Montgomery era rimasto scottato dagli iniziali contrattempi dell'operazione Veritable e decise, come era del resto suo solito, di ritardare l'attraversamento fino a che non avesse avuto a disposizione una forza preponderante capace di schiacciare qualsiasi cosa il nemico avesse potuto opporgli, dispiegata secondo un piano di ampio respiro e accuratamente pianificato. Questa strategia poteva avere un senso qualora alla Wehrmacht fosse rimasta una forza da combattimento significativa, ma dopo le loro esperienze a Remagen e nella Saar-Palatinato Bradley e i comandanti statunitensi si erano resi conto che i tedeschi si stavano disintegrando e che anche azioni più "improvvisate" potevano ormai avere successo. Ciò divenne palese nella notte tra il 22 e il 23 marzo, quando Patton lanciò il suo attraversamento del fiume: senza bombardamento aereo o d'artiglieria preliminare e puntando tutto sulla sorpresa, la 5th Infantry Division attraversò il Reno a Oppenheim su mezzi da sbarco e cingolati anfibi, cogliendo completamente impreparati i tedeschi e ottenendo un completo successo; uno dei reggimenti di testa perse solo venti uomini nell'attraversamento. Entro il pomeriggio del 23 marzo Patton aveva portato due divisioni di fanteria e una corazzata oltre il fiume, iniziando subito a estendere la testa di ponte.
La più elefantiaca offensiva di Montgomery (operazione Plunder) prese invece vita nella notte tra il 23 e il 24 marzo seguenti: precedute da un pesante fuoco d'artiglieria e da ripetute incursioni aeree contro le postazioni tedesche, la Second Army britannica attraversò d'assalto il Reno tra Rees e Wesel mentre contemporaneamente la Ninth Army statunitense passava il fiume a sud di Wesel; all'alba, quasi 1 700 aerei da trasporto e 1 300 alianti lanciarono due divisioni aviotrasportate nelle retrovie tedesche a oriente dei punti di attraversamento (operazione Varsity), al fine di espandere più rapidamente la testa di ponte di Montgomery: l'operazione fu un completo successo, anche se le perdite tra le truppe aviotrasportate furono severe a causa della concentrazione di artiglieria antiaerea tedesca nelle vicine zone industriali della Ruhr. Il 25 marzo partì invece l'operazione Voyage, la sortita della First Army dalla testa di ponte di Remagen: invece di colpire a nord verso la Ruhr come Model si aspettava, Hodges si lanciò in avanti verso est al fine di realizzare, in coordinazione con la Ninth Army di Simpson, un ampio accerchiamento della zona industriale; la 15. Armee tedesca, impreparata, finì spaccata a metà dall'offensiva. Il 26 marzo fu la volta delle forze di Devers di attraversare il Reno, con la Seventh Army di Patch che passò il fiume nei dintorni di Worms e i francesi della 1er armée che facevano lo stesso a Germersheim; nel giro di pochi giorni la barriera del Reno era stata agilmente superata dagli Alleati, e da quel momento la loro avanzata all'interno della Germania non conobbe alcuna sosta.